# Secret Collection 〜RED〜
『Secret Collection 〜RED〜』（シークレット・コレクション・レッド）は、西野カナのコンピレーション・アルバム。アナザーサイドオブベストアルバム。2015年11月18日にSME Recordsから、『Secret Collection 〜GREEN〜』とともに2枚同日発売された。

## 概要
2013年発売の『Love Collection 〜pink〜／〜mint〜』から、約2年2ヶ月振りにリリースされたベストアルバム。シングル表題曲が一切収録されておらず、公式ホームページでは「アナザーサイドオブベストアルバム」として紹介されている。
初回生産限定盤と通常盤の2形態のリリースで、初回生産限定盤はスペシャルオリジナルジャケット＆三方背BOX仕様、スペシャルグッズ抽選応募ハガキ封入の他、2013年12月に開催されたクリスマスライブ「Kanayan X'mas Special 〜wish & real〜」のダイジェストDVDおよび、オフィシャルフォトブック付き。なお、初回生産限定盤に限っては現在、入手困難となっている。
本作品は、2015年までに発売されたシングルのカップリング曲から8曲と、アルバムのオリジナル曲から5曲、そして新録曲が2曲収録されている。
タイトルには、前作のベストアルバム『Love Collection 〜pink〜／〜mint〜』の“pink”と“mint”の2色を「さらに深く掘り下げる」という意味が込められている。

## 収録曲

### DISC 1：CD【全形態共通】
1. This Is Love [3:59]
作詞：Kana Nishino / 作曲：Koudai Iwatsubo、Seiji Iwasaki / 編曲：Naoki Itai (MUSIC FOR MUSIC)
  - 新録曲
2. A型のうた [3:29]
作詞：Kana Nishino / 作曲：Kentaro(Andersons)、Dominika(Andersons) / 編曲：Naoki Itai (MUSIC FOR MUSIC)、Andersons
  - 27thシングル「トリセツ」のカップリング
3. UNZARI [3:48]
作詞：Kana Nishino、DJ Mass (VIVID Neon*) / 作曲：DJ Mass (VIVID Neon*) / 編曲：VIVID Neon*、Shoko Mochiyama、etsuco
  - 新録曲
4. Clap Clap!! [3:32]
作詞：Kana Nishino、DJ Mass (VIVID Neon*) / 作曲：DJ Mass (VIVID Neon*)、Kyoko Osako、Hiroshi Yoshida / 編曲：VIVID Neon*、Hiroshi Yoshida
  - 3rdアルバム『Thank you, Love』収録曲
  - フジテレビ系『めざましどようび』テーマ曲
5. Day 7 [5:06]
作詞：Kana Nishino / 作曲：Yuichi Hayashida
  - 4thアルバム『Love Place』収録曲
  - NHK Eテレ『オトナへのトビラTV』テーマ・ソング
6. Happy Half Year! [4:33]
作詞：Kana Nishino / 作曲：SKY BEATZ、LISA DESMOND、FAST LANE、FILIP LINDFORS / 編曲：SKY BEATZ,、FAST LANE、LISA DESMOND、FILIP LINDFORS、HIRO DOI (NICHION)
  - 17thシングル「私たち」のカップリング曲
  - 明治製菓『果汁グミ』CMソング
7. Rainbow [4:52]
作詞：Kana Nishino、GIORGIO 13 / 作曲・編曲：GIORGIO CANCEMI
  - 20thシングル「Believe」のカップリング曲
  - NHK Eテレ『リトル・チャロ4 英語で歩くニューヨーク』主題歌
8. beloved [4:35]
作詞：Kana Nishino、DJ Mass (VIVID Neon*) / 作曲：DJ Mass (VIVID Neon*)、Takashi Yamaguch、Hiroshi Yoshida / 編曲：VIVID Neon*、Takashi Yamaguchi
  - 13thシングル「Distance」のカップリング曲
  - 関西テレビ・フジテレビ系『グータンヌーボ』エンディング・テーマ
9. FANTASY [3:26]
作詞：Kana Nishino、DJ Mass (VIVID Neon*)、ENVIE / 作曲：DJ Mass (VIVID Neon*)、Kyoko Osako / 編曲：VIVID Neon*、Kyoko Osako
  - 4thアルバム『Love Place』収録曲
10. Every Boy Every Girl [4:17]
作詞：Kana Nishino、DJ Mass (VIVID Neon*)、hiro:n / 作曲：DJ Mass (VIVID Neon*)、Toshihiko Takita、hiro:n / 編曲：VIVID Neon*、Toshihiko Takita
  - 3rdアルバム『Thank you, Love』収録曲
  - NHK総合テレビ『Shibuya Deep A』テーマソング
11. Love you, Miss you [4:03]
作詞：Kana Nishino / 作曲：DJ Mass (VIVID Neon*)、Hiroshi Yoshida、hiro:n、Kyoko Osako、ENVIE
  - 19thシングル「Always」のカップリング曲
12. Story [3:58]
作詞：Kana Nishino / 作曲：SKY BEATZ、FAST LANE、LISA DESMOND
  - 20thシングル「Believe」のカップリング曲
13. missing you [5:36]
作詞：Kana Nishino、Sakura Leon / 作曲：Kotaro Egami (SUPA LOVE) / 編曲：Kotaro Egami
  - 7thシングル「もっと…」のカップリング曲
14. Together [5:15]
作詞：Kana Nishino / 作曲：Shinquo Ogura / 編曲：VIVID Neon*、Kyoko Osako
  - 3rdアルバム『Thank you, Love』収録曲
15. Sherie [4:24]
作詞：Kana Nishino / 作曲：HIDEO / 編曲：KOJI
  - 4thシングル「MAKE UP」のカップリング曲

### DISC 2：DVD【初回生産限定盤のみ】
「Kanayan X'mas Special ～wish & real～」-Digest-
2015.12.12 & 12.13 at 国立代々木競技場 第一体育館
1. Auld Lang Syne
2. Happy Song
3. Under the Sea
4. True Colors
5. Dear…
6. We Wish You A Merry Christmas
7. Christmas Love